# 토지이용계획
토지이용계획(土地利用計劃)은 시가지의 범위를 정해 시가지 내부의 여러 가지 토지이용을 적정히 배치하려는 계획부문이다.
고대나 중세의 도시는 성벽이나 수로(水路) 등에 의해 주위와 명확히 구별되어 있으며 그 내부는 주민의 신분차나 직업차에 의해 구분되었다. 그러나 근대도시의 행정구획은 일반적으로 시가지와 주변의 농촌을 포함하고 있으며 시가지와 경계는 사라져가고 있는 것이 보통이다. 도시 발전의 속도가 현저할 경우는 시가지라고도 농촌이라고도 할 수 없는 상태인 경계지대(ruralurban fringe)는 차차 외방으로 이동하고 거기 따라 시가지 내부의 용도나 밀도의 구성이 활실히 구분되지 않은 채 변화하여 간다. 이와 같은 변화를 방임하면 도시활동 상호간에 쓸데없는 마찰이 생겨 도시기능에 마비를 가져온다. 따라서 장래에 대한 정확한 예측에 기초하여 합리적 토지이용의 비전을 제시하고, 여`기에 건설 활동을 유도하는 것이 중요하다.
토지이용계획을 세우는 데는 도시의 현재의 토지이용 상태를 검토하여 인구·산업의 신장을 주변 농촌의 개발이나 현 시가지의 재개발에 의해 수용할 수 있는 가능성으로서 검토, 이것을 기초로 장래의 시가지 범위가 개정(槪定)된다. 시가지는 다시 이용형태가 다른 몇 가지 지역으로 나누어 주택·상가·공장 등 같은 종류의 시설을 집단화시켜 각각의 기능을 충분히 발휘시킬 수 있도록 계획한다.

## 같이 보기
- 환경계획
- 조경
- 지역계획
- 스마트 성장
- 지속 가능한 발전
- 도시설계
- 도시 계획